# بطولة العالم لكرة الطائرة للرجال 1952

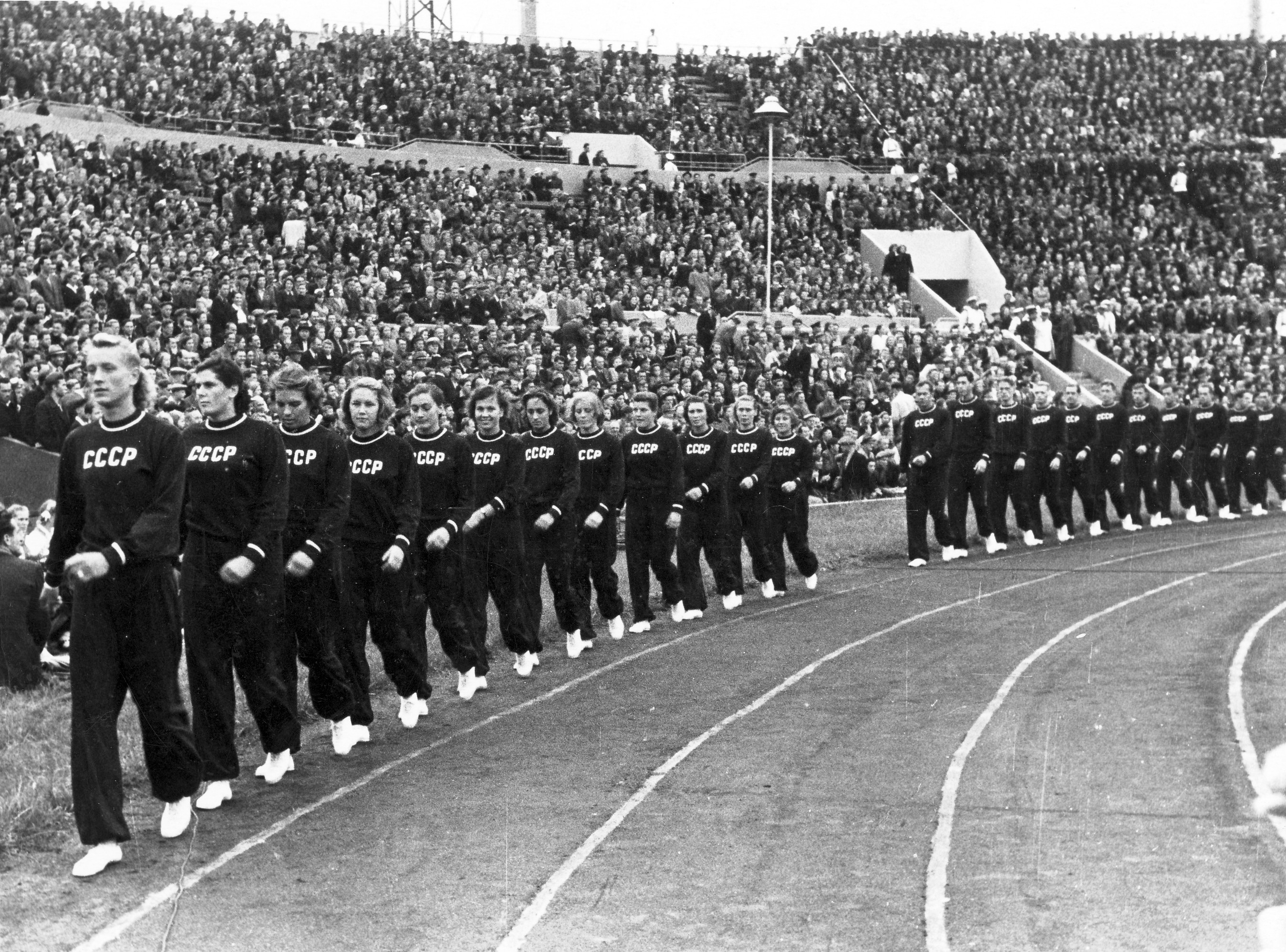
منتخب روسيا لكرة الطائرة للرجال المشارك في البطولة

أقيمت بطولة العالم لكرة الطائرة للرجال 1952 في دورتها الثانية في موسكو في الاتحاد السوفييتي في الفترة من 17 أغسطس وإلى 29 أغسطس 1952.

## الفرق المشاركة
| المجموعة أ - بلغاريا - فنلندا - المجر - بولندا | المجموعة ب - رومانيا - إسرائيل - لبنان - الاتحاد السوفيتي | المجموعة ج - تشيكوسلوفاكيا - فرنسا - الهند |

## الترتيب النهائي
| 1. الاتحاد السوفيتي 2. تشيكوسلوفاكيا 3. بلغاريا 4. رومانيا 5. المجر 6. فرنسا 7. بولندا 8. الهند 9. لبنان 10. إسرائيل 11. فنلندا | \| بطولة العالم لكرة الطائرة للرجال 1952 \| \| ------------------------------------- \| \| · الاتحاد السوفيتي · للمرة الثانية \| |
| بطولة العالم لكرة الطائرة للرجال 1952                                                                                           | |
| · الاتحاد السوفيتي · للمرة الثانية                                                                                              | |